# Авија BH-8
Авија BH-8 (чеш. Avia BH-8) је чехословачки ловачки авион. Авион је први пут полетео 1923. године.

Највећа брзина у хоризонталном лету је износила 222 km/h. Практична највећа висина лета је износила 8000 m а брзина пењања 340 m у минути. Размах крила је био 9,48 m а дужина 6,4 m. Маса празног авиона је износила 843 килограма а нормална полетна маса 1143 килограма. Био је наоружан са два предња митраљеза калибра 7,7 милиметара.

## Пројектовање и развој
Павел Бенеш и Мирослав Хајн су дошли на идеју о још једном ловцу једноседу. Користећи планове ловца BH-6, у јесен 1923. године произведен је први прототип авиона. Као и BH-6, авион је пројектован за мотор Hispano-Suiza 8Fb од 310 KS, али је имао мање димензије крила.
Први лет BH-8 обављен је крајем 1923. године. Током испитивања, авион је показао добре летне карактеристике, али је даљи рад обустављен због почетка изградње перспективнијег BH-17.

## Технички опис
У поређењу са претходником BH-6, Авија BH-8 је био нешто мањи, али концептуално и структурно идентичан.
Труп авиона је био исти као код авиона Авија BH-6.
Погонска група је била мотор Hispano-Suiza 8Fb од 310 KS, и дрвена двокрака вучна елиса.
Крила су иста као код авиона Авија BH-6, само мањих димензија.
Репне површине исто као код авиона Авија 
Стајни трап, исто као код авиона Авија 

## Наоружање
Авион Авија BH-8 је био наоружан са два синхронизована митраљеза Vickers калибра 7,7 mm постављена изнад мотора који су гађали кроз обртно поље елисе.
| Наоружање авиона: Авија        |             |
| Ватрено (стрељачко) наоружање  |             |
| Топ                            |             |
| Митраљез                       |             |
| Број и ознака митраљеза        | 2 х Vickers |
| Калибар                        | 7,7         |
| Бомбардерско наоружање (бомбе) |             |
| Ракетно наоружање (ракете)     |             |

## Верзије
Авион је направљен у једном примерку.

## Оперативно коришћење
Авија BH-8 је био још један прототип, заснован на прототипу BH-6 и у суштини је био покушај да се реше проблеми које су показали резултати опитовања тог авиона. У основи то је био исти авион, уз неке мање измене. Када је тестиран, показао је нека побољшања у односу на претходни BH-6. 
Током пробних летова, тип је показао боље летне карактеристике од свог претходника, па чак и надмашио конкурентске типове Аеро А-20 и Летов Ш-7. У јуну 1924. наручена је серијска производња од 24 комада, али је испоручена боља верзија Авија BH-17 која је у међувремену била завршена.

## Земље које су користиле авион
- Чехословачка